# Trivselpartiet
Trivselpartiet, på danska Trivselspartiet, var ett politiskt parti grundat av Mogens Glistrup efter att han 1990 blivit utesluten ur Fremskridtspartiet.